# خیرآباد (خنج)
خیرآباد نام یکی از روستاهای استان فارس و شهرستان خنج می‌باشد.